# Base aérienne de Wittmundhafen

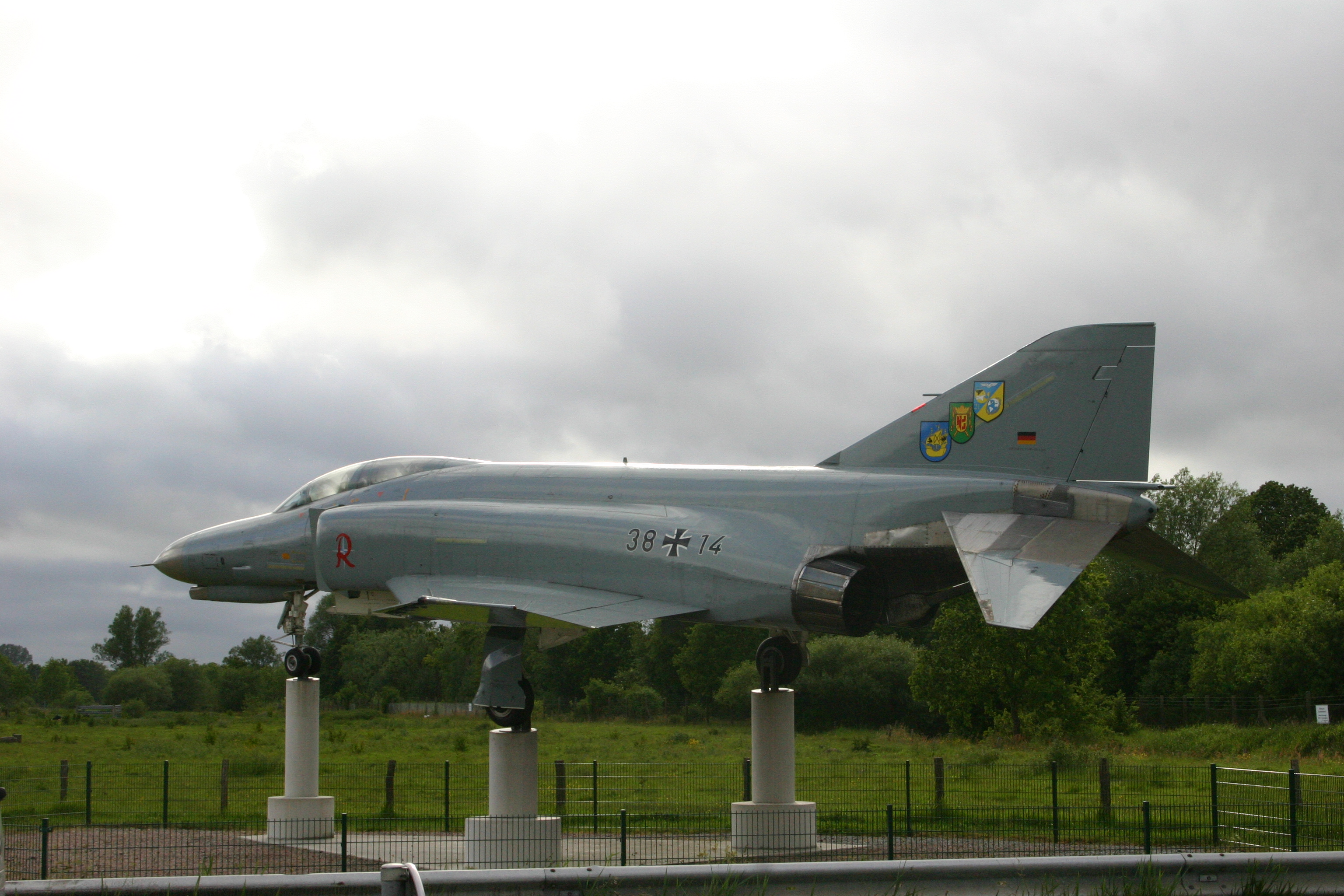
F-4F portant les couleurs de la JG-71 exposé à l'entrée de la base de Wittmundhafen

La base aérienne de Wittmundhafen est une base aérienne de la Luftwaffe située dans l'Arrondissement de Wittmund du Land (Allemagne) de Basse-Saxe en Allemagne.
La base abrite les Eurofighter Typhoon de la JG-71 Richthofen.